# Флетчер, Даррен
Да́ррен Барр Фле́тчер (англ. Darren Barr Fletcher; родился 1 февраля 1984 года в Эдинбурге, Шотландия) — шотландский футболист, полузащитник. Выступал за национальную сборную Шотландии. Воспитанник «Манчестер Юнайтед», в составе которого выиграл четыре чемпионских титула Премьер-лиги, Кубок Англии, два Кубка Футбольной лиги, Лигу чемпионов УЕФА, четыре Суперкубка Англии и Клубный чемпионат мира. Занимает третье место в истории сборной Шотландии по количеству сыгранных матчей.
В настоящее время работает в тренерском штабе «Манчестер Юнайтед».

## Клубная карьера

### «Манчестер Юнайтед»

#### 2000—2008
Даррен Флетчер попал в систему подготовки футболистов «Манчестер Юнайтед» в 1995 году, до этого он тренировался в одном из клубов лиги Восточной Шотландии. Дебют Флетчера за «красных дьяволов» мог состояться в мае 2000 года (и тогда он стал бы самым молодым игроком «Юнайтед» за всё время), однако этого не произошло из-за отсутствия у Даррена профессионального контракта.
Постоянные травмы (среди которых был и перелом ноги) сильно отсрочили перевод Флетчера в основную команду «красных дьяволов», и в итоге он дебютировал за «Манчестер Юнайтед» лишь 12 марта 2003 года в матче Лиги чемпионов против «Базеля». Изначально Даррен выступал на позиции правого полузащитника и рассматривался как возможный преемник Дэвида Бекхэма, хотя уже в играх за резерв он начал появляться на месте центрального хавбека.
В ходе сезона 2003/04 Флетчер пробился в основную команду клуба, сыграв в ряде важных матчей, включая финал Кубка Англии 2004 года, в котором «Юнайтед» победил «Миллуолл» со счётом 3:0.
В начале сезона 2004/05 Флетчер редко выходил на поле в составе основной команды, но по ходу сезона вновь вернул себе место в основе. 1 января 2005 года Флетчер забил свой первый гол на клубном уровне в матче против «Мидлсбро», который завершился победой «Юнайтед» со счётом 2:0.
Флетчер стал одним из игроков, подвергнувшихся резкой критике со стороны капитана Роя Кина после поражения «Юнайтед» от «Мидлсбро» со счётом 4:1 в октябре 2005 года. Кин заявил: «Я не могу понять, почему люди в Шотландии восторгаются Дарреном Флетчером». Однако позднее Кин смягчил свою позицию, выступив с разъяснениями: «Послушайте мои комментарии за последние два или три года и вы увидите, что если я отдавал должное кому-то из игроков, то это будет Флетч. Флетч вам это подтвердит». 6 ноября 2005 года Флетчер в какой-то степени ответил на критику в свой адрес, забив победный гол в ворота «Челси» в важнейшем матче чемпионата. Этот гол прервал сорокаматчевую беспроигрышную серию «Челси» в Премьер-лиге.

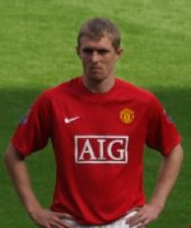
Даррен Флетчер в футболке «Манчестер Юнайтед» (2008)

В начале сезона 2006/07 Флетчер продолжал попадать в основной состав «Юнайтед», но выходил лишь на замену. Он забил гол в выездном победном матче против «Чарльтона», а также стал автором победного мяча в ворота «Мидлсбро» в декабре. В феврале 2007 года он вновь забил в ворота «Чарльтона», на этот раз на «Олд Траффорд». По ходу сезона, однако, сэр Алекс Фергюсон предпочёл использовать квартет полузащитников в составе Криштиану Роналду, Пола Скоулза, Майкла Каррика и Райана Гиггза, из-за чего Флетчер попадал в состав, лишь выходя на замены. Тем не менее, в связи с дисквалификацией Пола Скоулза, Флетчер начал в стартовом составе четвертьфинальный матч Лиги чемпионов против «Ромы»; «Юнайтед» разгромил итальянский клуб со счётом 7:1.
В сезоне 2007/08, в связи с приходом в команду новых полузащитников (Оуэна Харгривза, Андерсона и Нани), Флетчер попадал в состав команды ещё реже, чем в предыдущем сезоне. В связи с этим появились слухи, что он может покинуть клуб, так как не получает достаточное количество игрового времени. Фергюсон, как и ранее, предпочитал использовать Каррика, Скоулза, Гиггза и Роналду в полузащите, и Флетчер играл даже меньше, чем новички команды. Однако когда шотландец получал свой шанс, он проводил очень удачные матчи, включая разгром «Арсенала» на «Олд Траффорд» в четвёртом раунде Кубка Англии. «Красные дьяволы» победили со счётом 4:0, а Флетчер забил два гола.

#### 2008—2015
В первой половине сезона 2008/09 Флетчер сыграл в большинстве матчей Премьер-лиги, а в первых двух играх забил по голу: «Ньюкаслу» на «Олд Траффорд» (итог — ничья 1:1), а затем и «Портсмуту», замкнув пас Патриса Эвра. Этот гол принёс «Юнайтед» победу с минимальным счётом 1:0. 3 октября 2008 года Флетчер подписал новый контракт с клубом, продлив его до 2012 года. Свой третий гол в сезоне Даррен забил в матче против «Эвертона» 25 октября. 18 декабря 2008 года он забил гол в полуфинале Клубного чемпионата мира против японского клуба «Гамба Осака», выйдя на замену. В финальном матче Даррен также появился на поле со скамейки запасных и помог футболистам «Манчестер Юнайтед», игравшим в меньшинстве, удержать победный счёт и выиграть трофей.
В плей-офф Лиги чемпионов Флетчер вышел в основном составе на домашний матч 1/4 финала с «Порту» и на оба полуфинальных матча с «Арсеналом», однако был вынужден пропустить финал из-за красной карточки, полученной за 15 минут до конца игры в Лондоне. По мнению главного тренера «Интера» Жозе Моуринью, полузащитники «Барселоны» Хави и Иньеста должны быть довольны этим, так как

…Флетчер гораздо более важен, чем думают люди. Его работа в центре поля, в борьбе за контроль мяча, в решающих матчах очень важна. Потеря Флетчера — это потеря агрессии в оборонительной игре: он просто «съедает» оппонентов.
Оригинальный текст (англ.)Fletcher is more important than people think. His work in midfield, especially in the midfield 'wars', in crucial matches is very important. Man United will miss his pace and aggression in defensive actions: he 'eats' opponents in defensive transition.

«Манчестер Юнайтед» уступил «Барселоне» со счётом 0:2 и упустил шанс завоевать Кубок чемпионов два раза подряд; тем не менее, в 2009 году манкунианцы выиграли чемпионат Англии (для Даррена эта победа стала третьей) и Кубок Футбольной лиги.

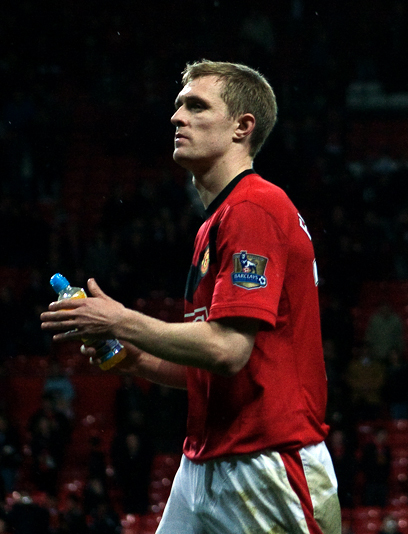
Флетчер в игре против «Эвертона» (21 ноября 2009)

20 сентября 2009 года Флетчер сделал дубль в манчестерском дерби («Юнайтед» — «Манчестер Сити», 6-й тур розыгрыша английской Премьер-лиги 2009/2010), в котором его клуб одержал победу со счётом 4:3. «Красные дьяволы» трижды выходили вперёд по ходу матча, а «горожане» трижды отыгрывались, но на шестой добавленной минуте Майкл Оуэн забил четвёртый гол и принёс победу «Манчестер Юнайтед». В 2012 году этот матч был признан лучшим за первые 20 лет существования Премьер-лиги.
10 марта 2010 года Флетчер поучаствовал в разгроме «Милана», отправив мяч в ворота итальянцев в 1/8 финала Лиги чемпионов. Это был первый гол Даррена в еврокубках. За сезон 2009/10 Флетчер сыграл 7 международных матчей за клуб и 30 раз выходил на поле в чемпионате Англии. Весной 2010 года шотландец был включён в символическую сборную Премьер-лиги по итогам сезона. «Манчестер Юнайтед» занял второе место, пропустив на первую строчку «Челси».
В декабре 2011 года Флетчер объявил о том, что вынужден прервать футбольную карьеру на неопределённое время. Причиной послужил язвенный колит — хроническое заболевание кишечника, обнаруженное у Даррена за несколько месяцев до этого. Осенью 2012 года, в начале следующего сезона, Флетчер вернулся на поле и провёл несколько матчей, но в январе 2013 года вновь приостановил карьеру из-за операции, которая должна помочь ему решить проблемы со здоровьем.
Флетчер окончательно вернулся в профессиональный футбол 15 декабря 2013 года, выйдя на замену в выездном матче Премьер-лиги против «Астон Виллы» (0:3 в пользу «красных дьяволов»). 26 декабря он сыграл в стартовом составе своей команды впервые за 390 дней.

### «Вест Бромвич Альбион»

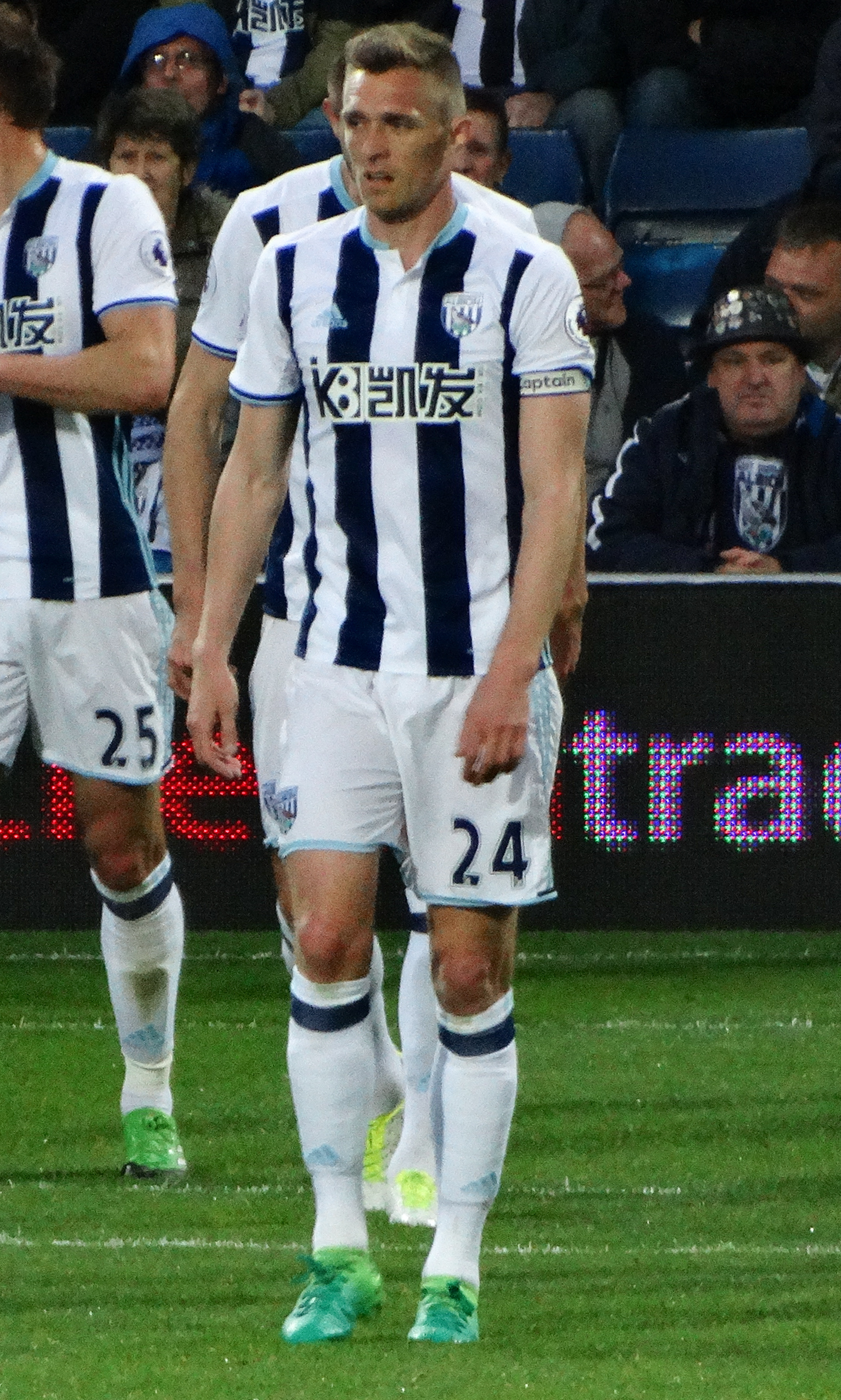
Флетчер в матче против «Челси» (12 мая 2017)

2 февраля 2015 года Даррен Флетчер перешёл в «Вест Бромвич Альбион», подписав с клубом контракт на два с половиной года. Дебют шотландца состоялся 8 февраля, и в первом же матче он вышел на поле с капитанской повязкой. 11 апреля 2015 года Даррен забил свой первый гол за «дроздов», поразив ворота «Лестера».
В следующем сезоне Флетчер выходил в стартовом составе «Вест Бромвич Альбион» во всех 38 матчах Премьер-лиги. 28 декабря 2015 года Даррен забил «Ньюкаслу» на «Хоторнс», этот гол оказался победным и единственным для Флетчера в чемпионате Англии. Кроме того, он дважды забивал в Кубке Англии, «Питерборо» и «Редингу».
В сезоне 2016/17 Флетчер также сыграл в 38 турах Премьер-лиги, забив голы «Бернли» и «Сандерленду». С учётом сезона 2014/15 он выходил в стартовом составе в 86 матчах чемпионата Англии подряд, что является рекордом для «дроздов». Серия Флетчера прервалась 29 апреля 2017 года, когда главный тренер «Вест Бромвича» Тони Пьюлис оставил шотландца на скамейке запасных в игре с «Лестер Сити».

### «Сток Сити»
1 июня 2017 года Даррен подписал контракт с клубом Премьер-лиги «Сток Сити» на правах свободного агента. Официально стал игроком «Стока» 1 июля, когда истёк срок его контракта с «Вест Бромвич Альбион».

## Карьера в сборной
Уже во втором своём матче за сборную, который состоялся 11 октября 2003 года, он забил победный гол в ворота сборной Литвы, выйдя на замену. Шотландия выиграла матч со счётом 1:0. Этот гол вывел Шотландию в плей-офф чемпионата Европы 2004 года. 26 мая 2004 года Флетчер вывел сборную с капитанской повязкой в товарищеском матче против сборной Эстонии в Таллине; встреча завершилась победой шотландцев 1:0. Таким образом, он стал самым молодым капитаном сборной Шотландии после Джона Лэмби из «Куинз Парк», который вывел сборную Шотландии с капитанской повязкой в возрасте 17 лет и 92 дней 20 марта 1886 года.
В отборочном матче чемпионата мира против сборной Словении в октябре 2005 года Флетчер забил гол дальним ударом с 25 метров. Главный тренер сборной Алекс Маклиш назначил Флетчера вице-капитаном команды, заменяющим временно отсутствующего капитана Барри Фергюсона, но новый главный тренер сборной Джордж Берли сделал вице-капитаном Стивена Макмануса, лишив Флетчера этого статуса. Позже Берли назначил Флетчера капитаном сборной.

### Голы за сборную
Первыми отмечены голы сборной Шотландии.
| # | Дата            | Стадион              | Соперник          | Счёт | Итог матча | Турнир                   |
| - | --------------- | -------------------- | ----------------- | ---- | ---------- | ------------------------ |
| 1 | 11 октября 2003 | Хэмпден Парк, Глазго | Литва             | 1:0  | 1:0        | Отборочные матчи ЧЕ-2004 |
| 2 | 30 мая 2004     | Истер Роуд, Эдинбург | Тринидад и Тобаго | 1:0  | 4:1        | Товарищеский матч        |
| 3 | 12 октября 2005 | Арена Петрол, Целе   | Словения          | 1:0  | 3:0        | Отборочные матчи ЧМ-2006 |
| 4 | 2 сентября 2006 | Селтик Парк, Глазго  | Фарерские острова | 1:0  | 6:0        | Отборочные матчи ЧЕ-2008 |
| 5 | 3 сентября 2011 | Хэмпден Парк, Глазго | Чехия             | 2:1  | 2:2        | Отборочные матчи ЧЕ-2012 |

## Тренерская и административная карьера
После окончания игровой карьеры Флетчер вернулся в «Манчестер Юнайтед», где работал с футболистами до 16 лет. 4 января 2021 года он вошёл в тренерский штаб основной команды, возглавляемый Уле Гуннаром Сульшером, заняв пост тренера основного состава.
Однако уже 10 марта 2021 года покинул тренерский штаб в связи с назначением техническим директором клуба.

## Достижения

### Командные
Манчестер Юнайтед
- Чемпион английской Премьер-лиги (5): 2006/07, 2007/08, 2008/09, 2010/11, 2012/2013
- Обладатель Кубка Англии: 2003/04
- Обладатель Кубка Футбольной лиги (2): 2005/06, 2009/10
- Обладатель Суперкубка Англии (4): 2003, 2007, 2008, 2010
- Победитель Лиги чемпионов УЕФА: 2007/08
- Победитель Клубного чемпионата мира: 2008

Итого: 14 трофеев
Сборная Шотландии
- Обладатель Кубка Кирин: 2006

Итого: 1 трофей

### Личные
- Включён в команду года по версии ПФА: 2009/10
- Включён в Почётный список игроков сборной Шотландии по футболу: 2010

## Статистика выступлений
| Клуб                 | Сезон            | Лига | Лига | Кубок Англии | Кубок Англии | Кубок лиги | Кубок лиги | Еврокубки | Еврокубки | Прочие | Прочие | Итого | Итого |
| Клуб                 | Сезон            | Игры | Голы | Игры         | Голы         | Игры       | Голы       | Игры      | Голы      | Игры   | Голы   | Игры  | Голы  |
| -------------------- | ---------------- | ---- | ---- | ------------ | ------------ | ---------- | ---------- | --------- | --------- | ------ | ------ | ----- | ----- |
| Манчестер Юнайтед    | 2002/03          | 0    | 0    | 0            | 0            | 0          | 0          | 2         | 0         | 0      | 0      | 2     | 0     |
| Манчестер Юнайтед    | 2003/04          | 22   | 0    | 5            | 0            | 2          | 0          | 6         | 0         | 0      | 0      | 35    | 0     |
| Манчестер Юнайтед    | 2004/05          | 18   | 3    | 3            | 0            | 3          | 0          | 5         | 0         | 1      | 0      | 30    | 3     |
| Манчестер Юнайтед    | 2005/06          | 27   | 1    | 3            | 0            | 4          | 0          | 7         | 0         | 0      | 0      | 41    | 1     |
| Манчестер Юнайтед    | 2006/07          | 24   | 3    | 6            | 0            | 1          | 0          | 9         | 0         | 0      | 0      | 40    | 3     |
| Манчестер Юнайтед    | 2007/08          | 16   | 0    | 1            | 2            | 0          | 0          | 6         | 0         | 1      | 0      | 24    | 2     |
| Манчестер Юнайтед    | 2008/09          | 26   | 3    | 3            | 0            | 1          | 0          | 8         | 0         | 4      | 1      | 42    | 4     |
| Манчестер Юнайтед    | 2009/10          | 30   | 4    | 0            | 0            | 3          | 0          | 7         | 1         | 1      | 0      | 41    | 5     |
| Манчестер Юнайтед    | 2010/11          | 26   | 2    | 2            | 0            | 1          | 0          | 7         | 1         | 1      | 0      | 37    | 3     |
| Манчестер Юнайтед    | 2011/12          | 8    | 1    | 0            | 0            | 0          | 0          | 2         | 1         | 0      | 0      | 10    | 2     |
| Манчестер Юнайтед    | 2012/13          | 3    | 1    | 0            | 0            | 2          | 0          | 5         | 0         | 0      | 0      | 10    | 1     |
| Манчестер Юнайтед    | 2013/14          | 12   | 0    | 1            | 0            | 3          | 0          | 2         | 0         | 0      | 0      | 18    | 0     |
| Манчестер Юнайтед    | 2014/15          | 11   | 0    | 1            | 0            | 0          | 0          | 0         | 0         | 0      | 0      | 12    | 0     |
| Манчестер Юнайтед    | Итого            | 223  | 18   | 25           | 2            | 20         | 0          | 66        | 3         | 8      | 1      | 342   | 24    |
| Вест Бромвич Альбион | 2014/15          | 15   | 1    | 0            | 0            | 0          | 0          | 0         | 0         | 0      | 0      | 15    | 1     |
| Вест Бромвич Альбион | 2015/16          | 38   | 1    | 3            | 2            | 1          | 0          | 0         | 0         | 0      | 0      | 42    | 3     |
| Вест Бромвич Альбион | 2016/17          | 38   | 2    | 1            | 0            | 1          | 0          | 0         | 0         | 0      | 0      | 40    | 2     |
| Вест Бромвич Альбион | Итого            | 91   | 4    | 4            | 2            | 2          | 0          | 0         | 0         | 0      | 0      | 97    | 6     |
| Сток Сити            | 2017/18          | 27   | 1    | 0            | 0            | 2          | 0          | 0         | 0         | 0      | 0      | 29    | 1     |
| Сток Сити            | 2018/19          | 11   | 1    | 0            | 0            | 2          | 0          | 0         | 0         | 0      | 0      | 13    | 1     |
| Сток Сити            | Итого            | 38   | 2    | 0            | 0            | 4          | 0          | 0         | 0         | 0      | 0      | 42    | 2     |
| Всего за карьеру     | Всего за карьеру | 352  | 24   | 29           | 4            | 26         | 0          | 66        | 3         | 8      | 1      | 481   | 32    |

(откорректировано по состоянию на 13 марта 2019 года)

## Личная жизнь
Флетчер женат на англичанке Хейли Грайс. У них двое детей: мальчики-близнецы Джек и Тайлер (родились в 2007 году).
В феврале 2009 года на дом Флетчера было совершено разбойное нападение. Преступники угрожали его жене ножом. Инцидент произошёл, когда Флетчер находился в Милане на выездном матче «Манчестер Юнайтед» в Лиге чемпионов против «Интера».
Любимый музыкант Флетчера — рэпер Notorious B.I.G., любимая компьютерная игра — Pro Evolution Soccer, любимый телесериал — Prison Break, любимый актёр — Том Хэнкс.